# ブリスターパック

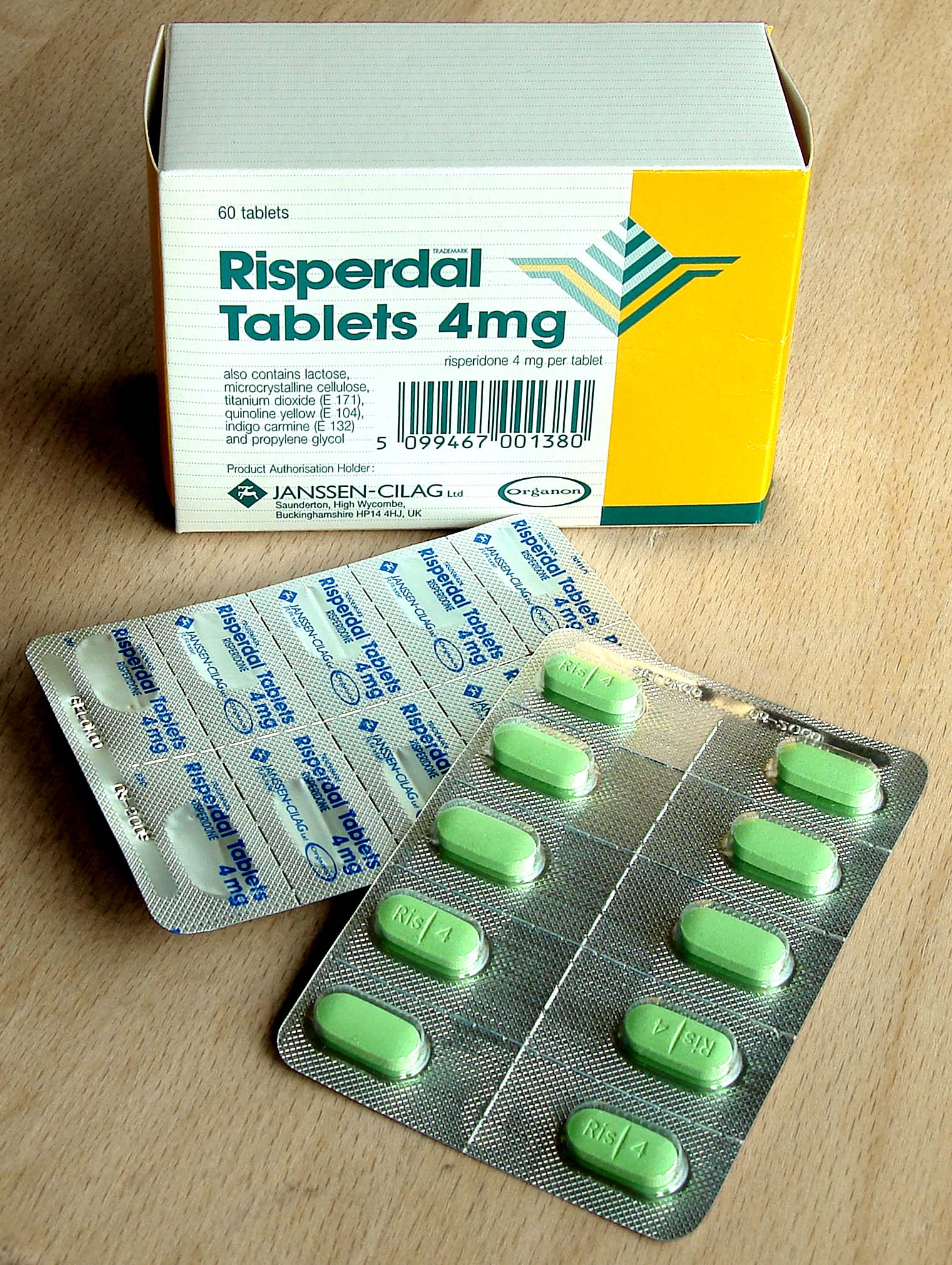
薬のブリスターパックの例

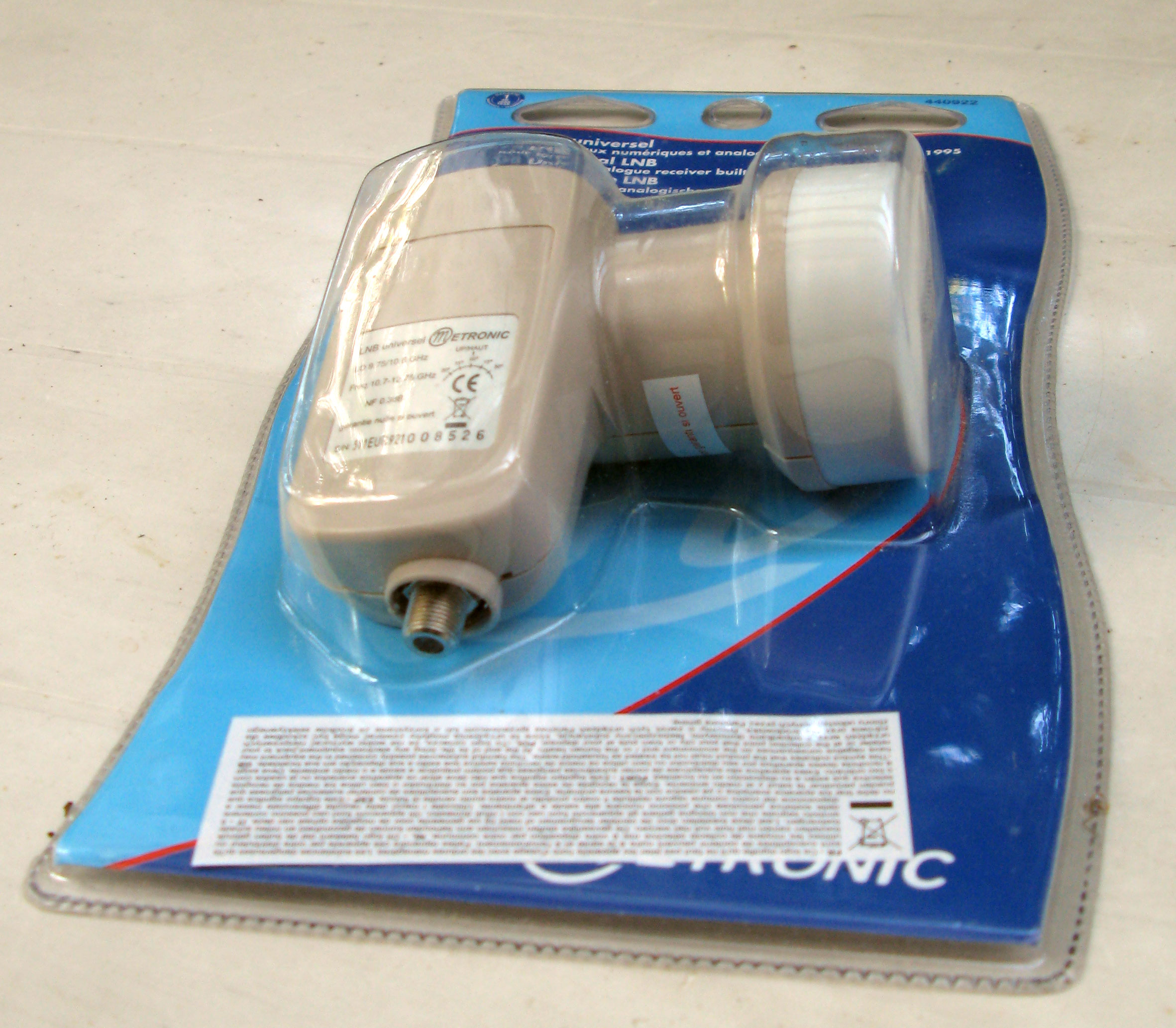
ブリスターパックのされた日用品

ブリスターパック(Blister pack)とは、板状プラスチックをバキュームフォームなどで成型し囲み込み、台紙や同素材のプラスチックに接着した物やスライド式着脱可能な包装のこと。日用雑貨や菓子、薬剤などで使用される。特に錠剤では気密性や防湿性が求められPTP (Press Through Package) と呼ばれることもある。通常、透明なパッケージとして中身を見せたい場合に多く使用される。瓶詰めや箱詰めより製造コストは低いとされ、購入者が商品を見て選べるなど利点がある。店頭での陳列の際は棒状のバーをパック上部の穴に通し、複数重ねて前後方向に並べられることが多い。
ブリスターパックと強調される狭義では、同素材のプラスチックで接着され道具無しで開けることができないものを示す。そのため、スライド式の台紙や厚紙が接着されているもの、PTPなどの押せば開けることができる包装はブリスターパックと呼ばない場合もある。
ブリスターとは英語で「水ぶくれ」の意味である。

## 主な材質
- ポリエチレンテレフタラート(PET)
- ポリ塩化ビニル(PVC)
- ポリスチレン(PS)